# Lijst van Griekse autosnelwegen

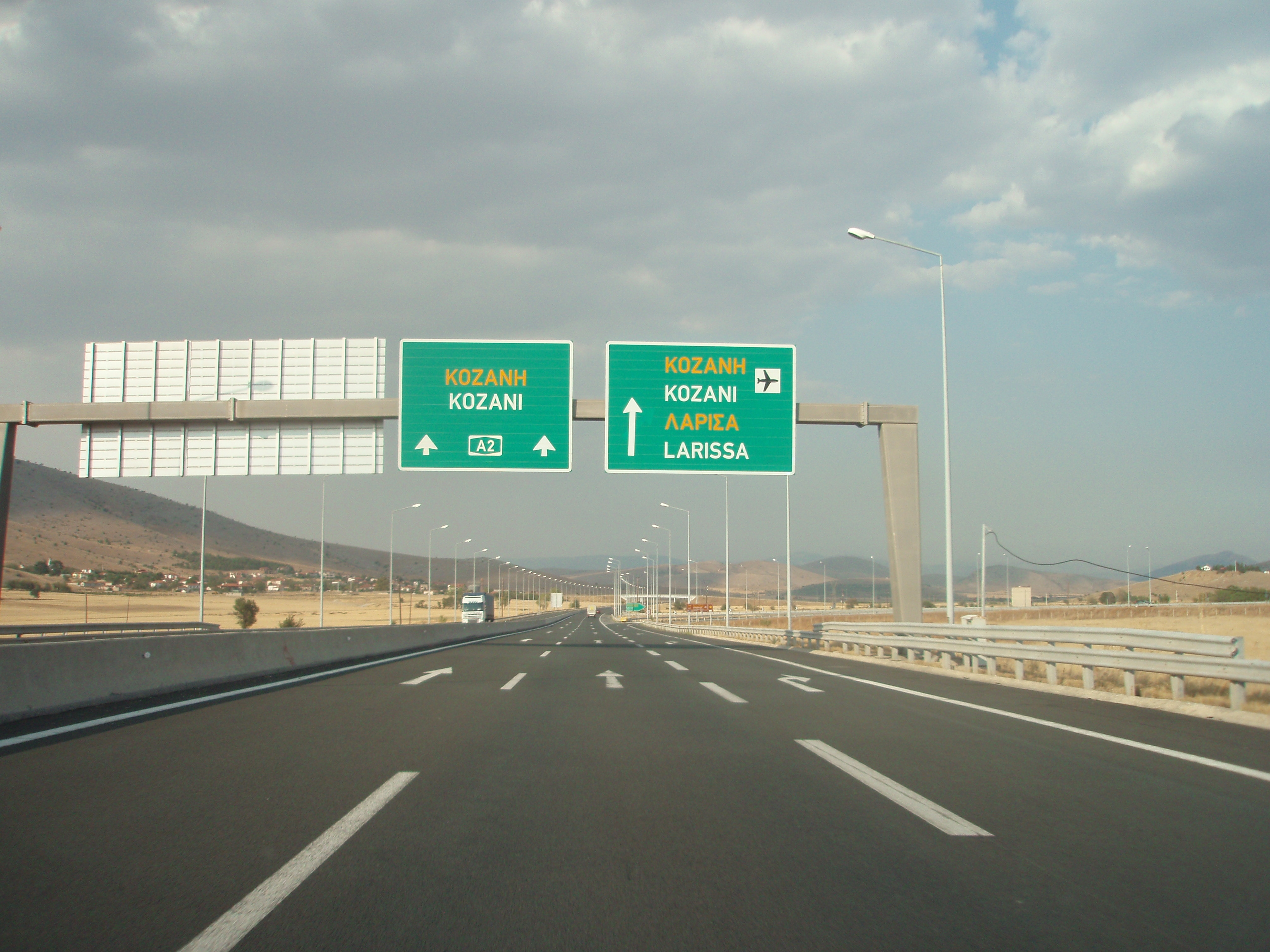
De A2

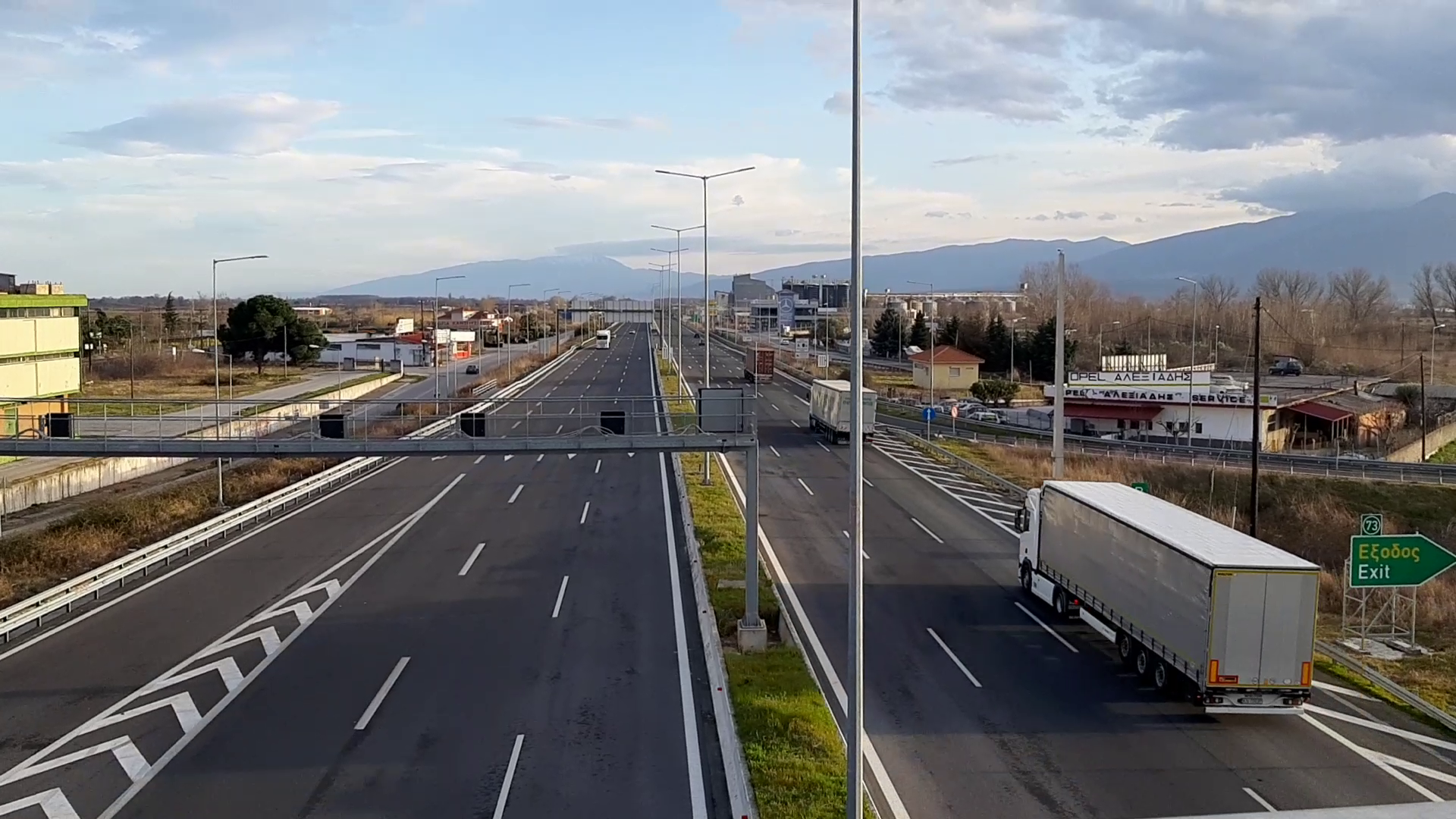
De A1

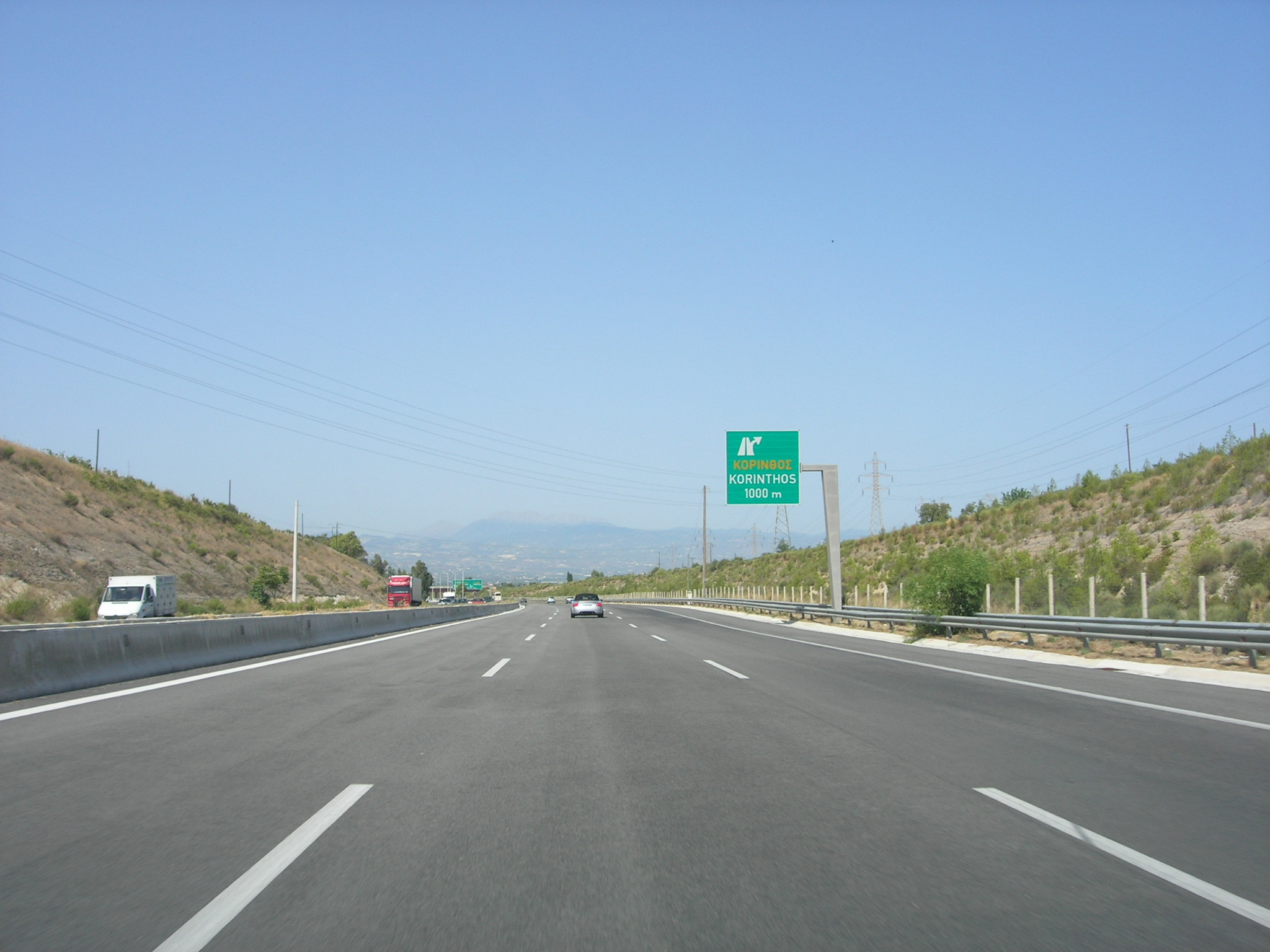
De A8

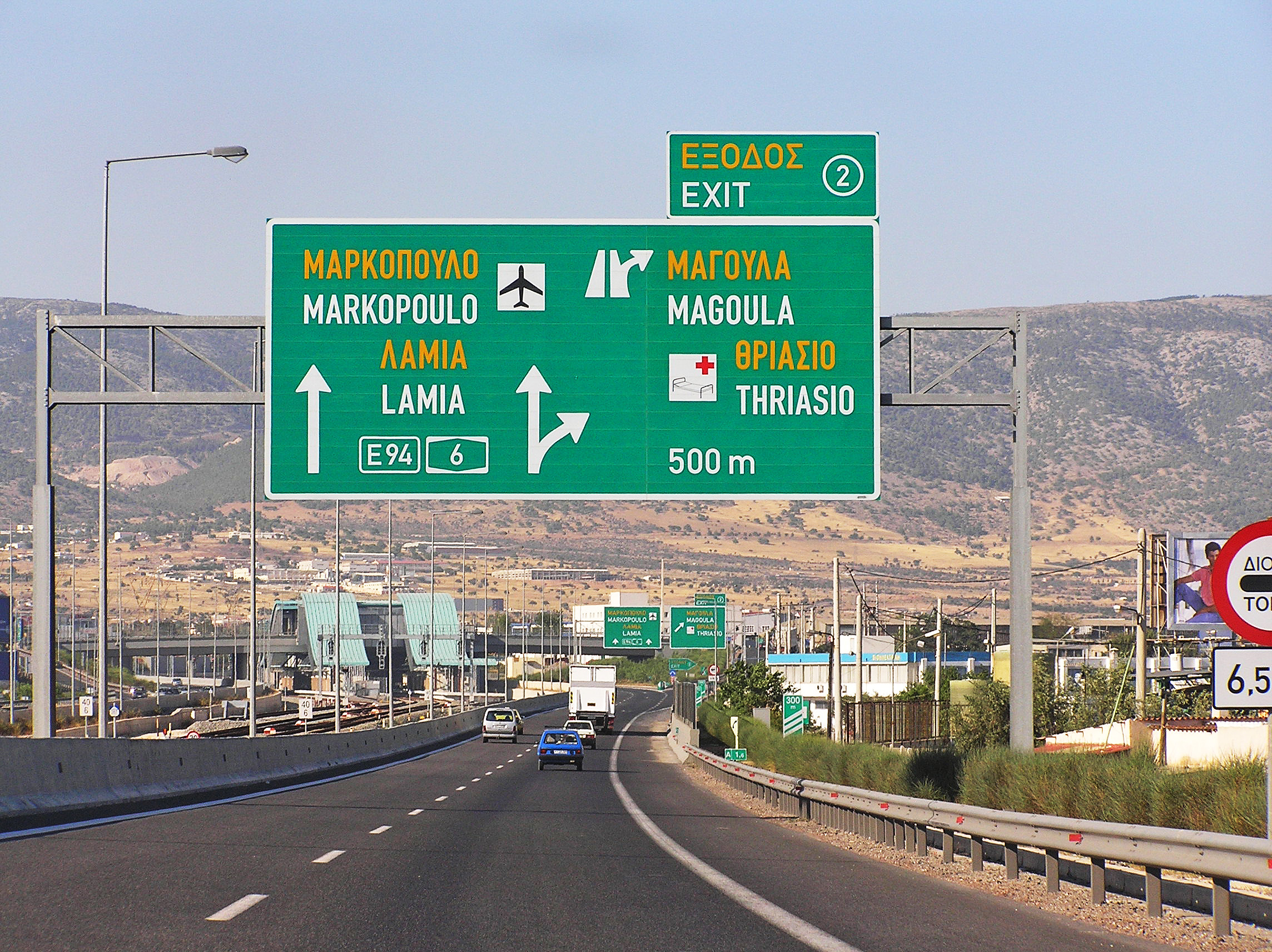
De A6

Dit is een lijst van Griekse autosnelwegen (autokinètódromoi).
De A1 tot en met de A9 zijn de (bestaande of geplande) hoofdroutes op het vasteland. De tweecijferige en driecijferige routes zijn meestal zijtakken van de hoofdroutes. Zo is de A11 een zijtak van de A1 naar Chalkis en de A29 een zijtak van de A2 naar Noord-Macedonië. Een uitzondering is de A90. Dat is de hoofdroute van Kreta.
Pas sinds het begin van de 21e eeuw wordt in Griekenland een consequente definitie en bijhorende ontwerpeisen van autosnelwegen gebruikt, te beginnen toegepast op de realisatie van de A6 en de A2.
| Nummer | Naam                         | Traject                                                                                       | E-weg |
| ------ | ---------------------------- | --------------------------------------------------------------------------------------------- | ----- |
| A1     | Aigeia Odos                  | Athene - Thebe - Lamia - Volos - Larissa - Thessaloniki - Noord-Macedonië                     |       |
| A2     | Egnatia Odos                 | Igoumenitsa - Ioannina - Grevena - Kozani - Thessaloniki - Kavála - Alexandroupolis - Turkije |       |
| A3     | Odos Kentrikès Elladas       | Lamia - Karditsa - Trikala - Panagia Trikalon                                                 |       |
| A4     |                              | Trikala - Larissa                                                                             |       |
| A5     | Ionia/Olympia Odos           | Ioannina - Arta - Amfilochia - Agrinion Mesolongi - Patras - Pyrgos - Kalamata                |       |
| A6     | Attikè Odos                  | Rondweg van Athene (Eleusis - Luchthaven Athene                                               |       |
| A7     | Odos Kendrikès Peloponnisou  | Korinthe - Tripolis - Megalopolis - Kalamata                                                  |       |
| A8     | Olympia Odos                 | Eleusis - Megara - Korinthe - Aigio - Patras                                                  |       |
| A11    |                              | Schimatari (A1) - Chalkis                                                                     |       |
| A12    |                              | Feres (A1) - Volos                                                                            |       |
| A13    |                              | Thebe - Eleusis                                                                               |       |
| A14    |                              |                                                                                               |       |
| A21    |                              |                                                                                               |       |
| A22    |                              |                                                                                               |       |
| A23    |                              |                                                                                               |       |
| A24    |                              |                                                                                               |       |
| A25    |                              | Noord-Macedonië - Serres - Thessaloniki - Nea Potidaia                                        |       |
| A27    |                              | Noord-Macedonië - Ptolemaida - Kozani (A2)                                                    |       |
| A29    | Kastorias                    | Siatista (A2) - Kastoria - Albanië                                                            |       |
| A52    | Amvrakia                     | Amfilohia (A5) - Preveza                                                                      |       |
| A61    |                              |                                                                                               |       |
| A62    |                              | Koropi (A6) - Luchthaven Athene                                                               |       |
| A63    |                              |                                                                                               |       |
| A64    | Hymettos-Perifereiaki        | Athene - Gerakas - Glyka - Pallini (A6)                                                       |       |
| A65    | Egaleo-Perifereiaki          | Ano Liosa - Aspropyrgos (Athene)                                                              |       |
| A71    | Anatolikè Odos Peloponnesou  | Megalopolis - Sparta                                                                          |       |
| A72    |                              |                                                                                               |       |
| A90    | Boreios Odikos Axonas Krètès | Kissamos - Chania - Rethimnon - Heraklion - Chersonissos - Agios Nikolaos - Sitia             |       |
| A97    |                              |                                                                                               |       |
| A98    |                              |                                                                                               |       |
| A111   |                              |                                                                                               |       |
| A121   |                              |                                                                                               |       |
| A122   |                              |                                                                                               |       |
| A123   |                              |                                                                                               |       |
| A141   |                              |                                                                                               |       |
| A642   |                              | Gerakas (A64)- Chalandri (A6)                                                                 |       |